# Ту-Майл-Боррис
Ту-Майл-Боррис (англ. Two-Mile Borris; ирл. Buiríos Léith) — деревня в Ирландии, находится в графстве Северный Типперэри (провинция Манстер).

## Демография
Население — 550 человек (по переписи 2006 года). В 2002 году население составляло 474 человек.
Данные переписи 2006 года:
| Общие демографические показатели |               |                               |                               |      |      |
| Всё население                    | Всё население | Изменения населения 2002—2006 | Изменения населения 2002—2006 | 2006 | 2006 |
| 2002                             | 2006          | чел.                          | %                             | муж. | жен. |
| 474                              | 550           | 76                            | 16                            | 276  | 274  |